# Prosopocera varii
Prosopocera varii là một loài bọ cánh cứng trong họ Cerambycidae.